# Comandante Azzedine

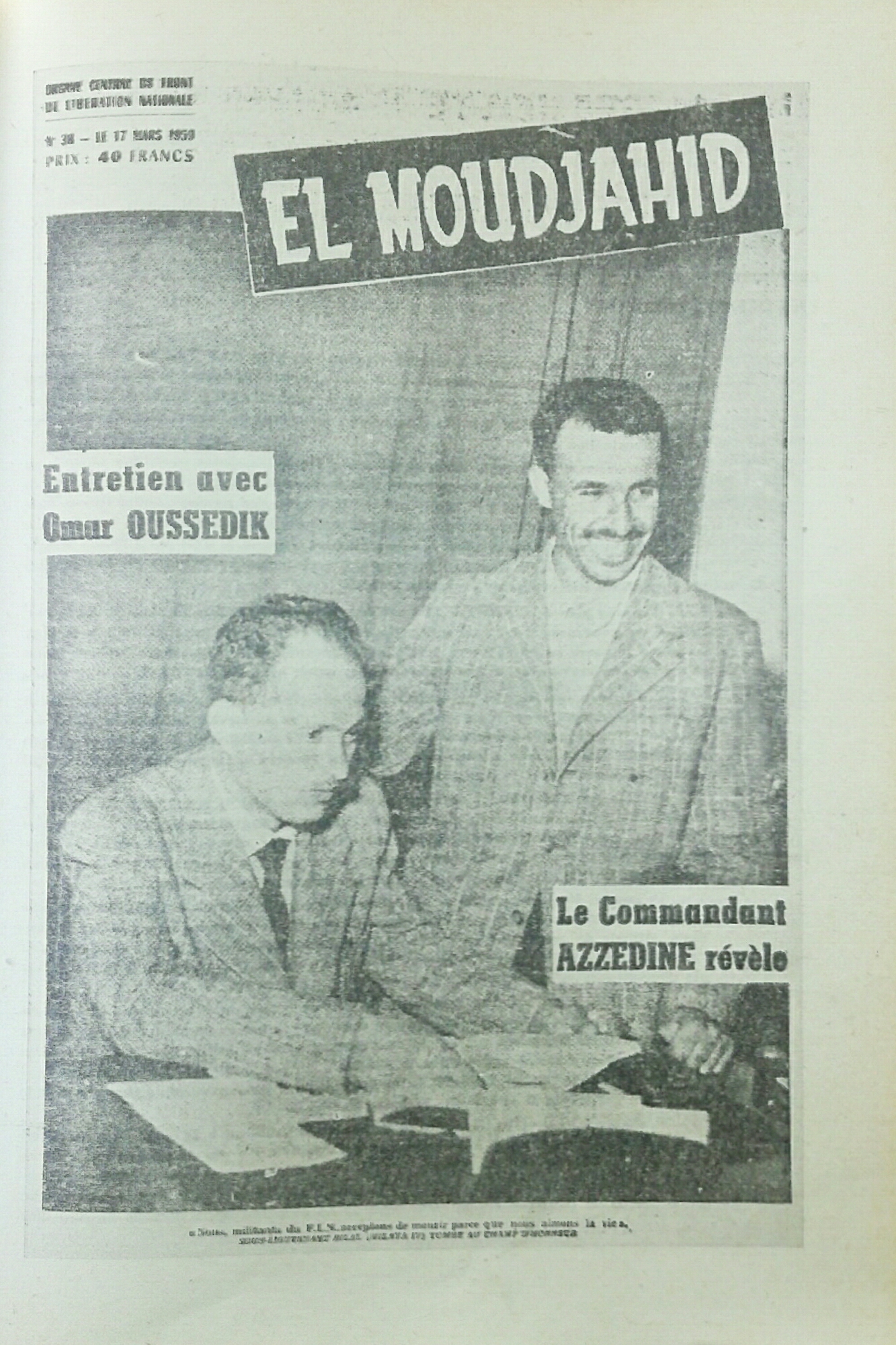
El Moudjahid Fr [38] - 17-03-1959 - Entrevista con Omar Oussedik. El comandante Azzedine revela

El Comandante Azzedine (n. Bougie, 8 de agosto de 1934) es el líder de liberación argelino que dirigió la Zona Autónoma de Argel durante la guerra de la independencia de Argelia contra Francia.
Es autor de dos narraciones históricas basadas en sus memorias: Nos llaman los bandidos y Argel no arde. Son dos relatos basado en su experiencia como guerrillero en el monte en la primera, y como responsable de la Zona Autónoma de Argel después.